# Nagyudva
Nagyudva (1899-ig Nagy-Ugyics, szlovákul Veľká Udiča) és Kisudva (1899-ig Kis-Ugyics, szlovákul Malá Udiča) Vágudva településrésze, egykor önálló községek Szlovákiában, a Trencséni kerületben, a Vágbesztercei járásban.

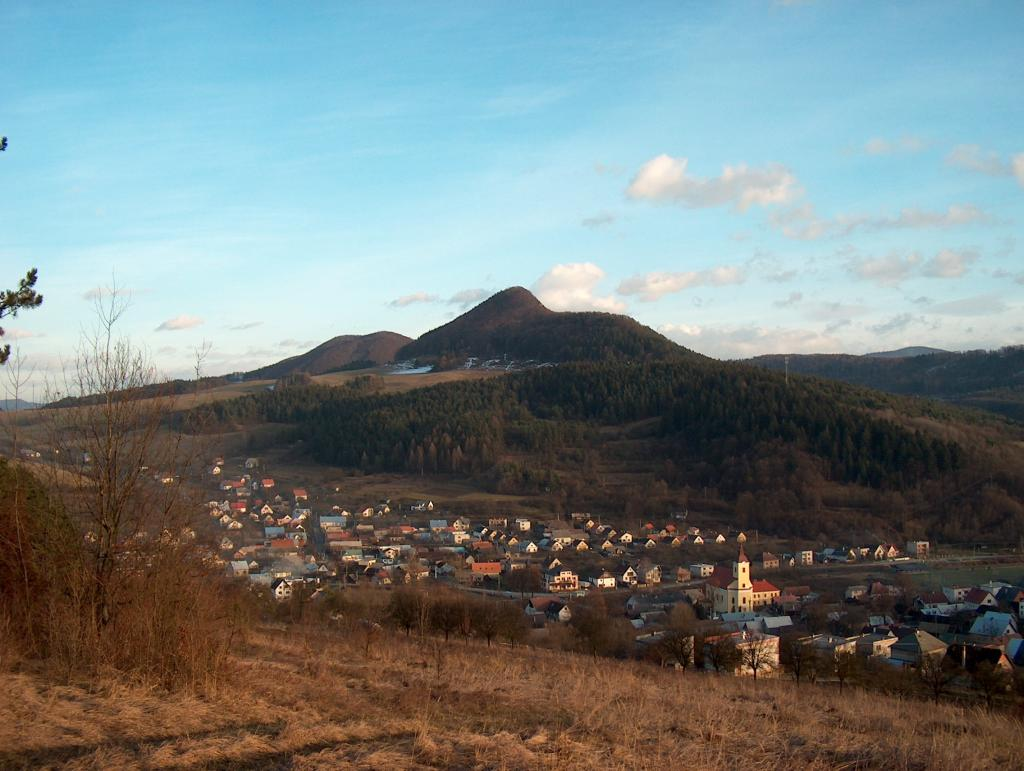
Nagyudva látképe

## Fekvése
Vágbesztercétől 7 km-re északnyugatra, a Vág jobb partján, a Marikói-patak keleti oldalán, annak torkolatánál fekszik. Kisudva a Vág jobb partján, a Marikói-patak nyugati oldalán, annak torkolatánál fekszik.

## Története (Kisudvával együtt.)
A régészeti leletek tanúsága szerint területe ősidők óta lakott. Az újkőkor, a lausitzi és puhói kultúrához kötődő főként cserépmaradványok, a római és korai szláv időszakból településmaradványok kerültek itt elő.
A mai falu első írásos említése 1321-ből Károly Róbert okleveléből származik, aki Kis- és Nagyudvát más birtokokkal együtt Kilián fia Andrásnak adta. Az oklevélben a falu „Duae willae Wdicha” néven szerepel. Azelőtt királyi birtok volt. A két Udvát és plébániáját megemlíti az 1332 és 1337 között kelt pápai tizedjegyzék is. 1405-ben „Udicz” alakban írják. 1456-ban beiktatták Jablonowe-i Buthor Gáspárt, Menyhértet és Boldizsárt a Trencsén megyei Vdicza birtokukba. 1471-ben a vágbesztercei váruradalom része, így a Podmaniczky család volt az ura. 1479-ben „Udicza”, 1503-ban „Nagh Udycza” alakban említik az írott források. 1598-ban szintén Vágbeszterce várának tartozéka 30 házzal, melyek közül 13 jobbágyé és 17 zselléré volt. Ez mintegy 200 lakost jelentett. Ekkor Kisudva nemesi község 17 házzal, mintegy 100 lakossal. A 17. század elején az egyházi feljegyzések szerint evangélikus gyülekezet volt, de a 18. század második felében lakói már újra katolikusok voltak. 1688-ban 1280 evangélikus mellett csak 304 katolikust, 1697-ben 1523 evangélikus mellett csak 100 katolikust számoltak. A Rákóczi-szabadságharcot követően az ellenreformáció hatására az arány megfordult, 1766-ban 1291 katolikus mellett az evangélikusok száma már csak 204 volt. 1720-ban 24 adóegységgel rendelkezett. 1783-ban a régi templom helyett újat építettek, az építéshez a császár maga is 3000 forinttal járult hozzá. 1784-ben 83 házában 94 család élt 513 lakossal.

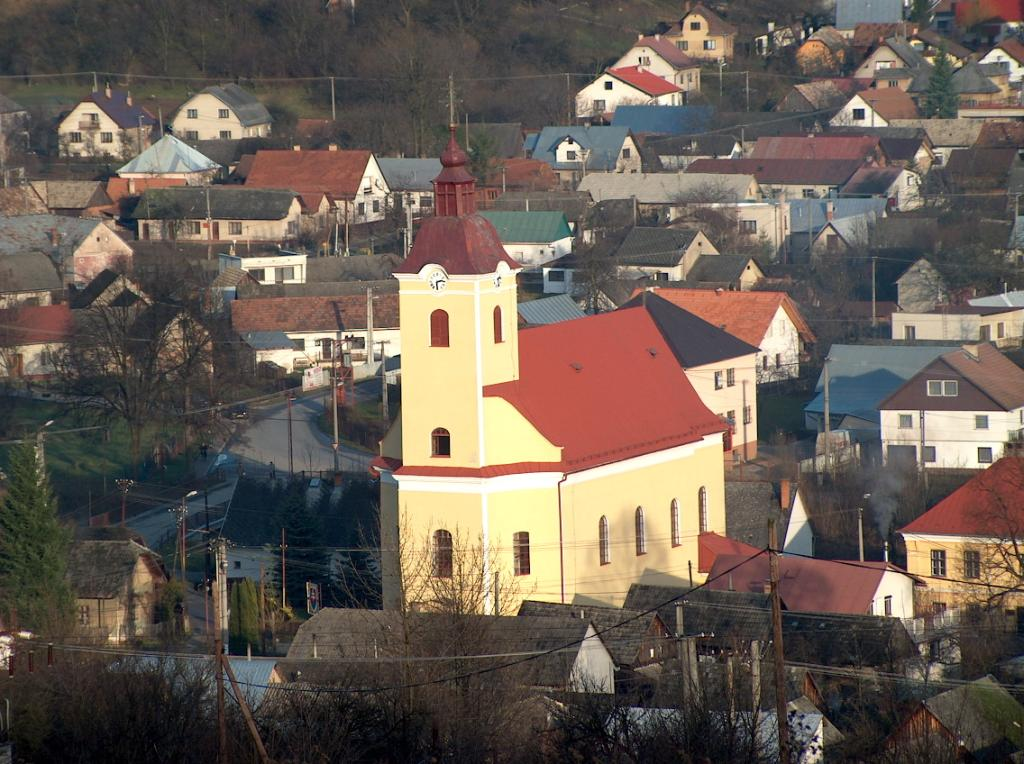
A katolikus templom

A 18. század végén Vályi András így ír róla: „Kis, és Nagy Udicza. Két tót falu Trentsén Várm. földes Uraik Kubínyi, és Gr. Balassa Uraságok, lakosaik katolikusok, fekszenek Vág vize mellett, Puchovtól 1 mértföldnyire; földgyeik középszerűek, vagyonnyaik meglehetősek.”
1828-ban 89 háza és 587 lakosa volt. Lakói mezőgazdasággal, tutajozással, háziiparral, kosárfonással, fafaragással, fazsindelykészítéssel foglalkoztak.
Fényes Elek 1851-ben kiadott geográfiai szótárában így ír a faluról: „Nagy-Ugyicza, Trencsén m. tót falu, 513 kath., 10 zsidó lak. F. u. a vág-beszterczei uradalom.”
1910-ben 661, túlnyomórészt szlovák lakosa volt. A trianoni békéig Trencsén vármegye Vágbesztercei járásához tartozott.
Kis- és Nagyudvát 1958-ban egyesítették.

## Nevezetességei
- Római katolikus temploma 1780 és 1783 között épült későbarokk stílusban a korábbi, 14. századi templom bővítésével és átépítésével. 1831-ben és a 20. században megújították.
- Plébániája 1828-ban épült klasszicista stílusban.

## Külső hivatkozások
- Nagyudva Szlovákia térképén

## Lásd még
- Vágudva
- Kölesfalva
- Sárosfalu
- Vágköre